# Крум Кюлявков
Крум Павлов Кюлявков е български писател, публицист, художник и общественик, функционер на Българската комунистическа партия.

## Биография
Роден е в Кюстендил на 24 февруари 1893 година в семейство на бежанци от велешкото мияшко село Ореше. Баща му Павел М. Кюлявков е пръв председател на Миячкото Папрадишко–Орешко благотворително братство. По-късно Кюлявков пише стихотворение, наречено „Ореше“. Израства в столичния бежански квартал Ючбунар.
Участва в Балканската война в 1912 година като доброволец в Инженерно-техническата част на Македоно-одринското опълчение. Преживените ужаси през войната го насочват към революционното движение и в 1914 година се включва в театралната трупа при клуба на тесните социалисти и става член е на Синдикалния съюз. Печата стихове и хумористична проза в хумористичното списание „Смях“ (1915), редактирано от Александър Божинов. Участва за кратко и в Първата световна война, но е ранен. Сътрудничи на вестник „Българан“ (1917). В 1918 година става член на БРСДП (т.с.). Сближава се с Христо Смирненски. Заедно с Христо Ясенов редактира хумористичния орган на партията списание „Червен смях“ (есента на 1919 г.) Сътрудничи на много вестници и списания: „Барабан“, „Маскарад“, „Заря“, „Работнически вестник“. В 1919 година завършва Рисувалното училище в София.
Следва история на изкуството във Виена (1920 – 1921). По поръчение на партията заминава за СССР като младежки делегат на III конгрес на Коминтерна (1921). След завръщането си в България е общ работник, а след това учител по рисуване в Копривщенската гимназия (1923). Рисува карикатури, превежда, пише стихове. По време на Септемврийското въстание в 1923 година създава в гимназията въоръжена ученическа нелегална група. След потушаването на въстанието тя е разкрита и Кюлявков е принуден да избяга в София. Написва баладата „Никодим". Участва в издаването на хумористичния в. „Звънар“ (1923 – 25) заедно с Илия Бешков, Александър Жендов, Стоян Венев, Тома Измирлиев. След Априлските събития през 1925 година преминава в нелегалост.
По решение на БКП а в 1926 година емигрира във Виена. През 1927 година организира там художествена изложба „Белият терор“. От 1928 до 1940 година е политически емигрант в СССР. От начало живее в Харков, където са и писателите Марко Марчевски и Георги Бакалов. Тук се занимава с активна обществена и литературна дейност. От 1938 година е в Москва, където изпада в немилост и живее под арест. През 1940 г. с помощта на Георги Димитров той успява заедно със семейството си да се завърне в България. Тук се включва в комунистическата борба срещу властта. Натоварен е да ръководи писателския сектор, завежда сектор при ЦК на БКП. Публикува статии във вестник „Заря“, сътрудничи на нелегалния „Работнически вестник“.
Непосредствено след Деветосептемврийския преврат се намира в София и взима участие в кървавото разчистване на сметки с политически опоненти. Съществува предположение, че е замесен и в събитията, довели до убийството на известния художник Райко Алексиев. На 17 септември 1944 г. става главен редактор на вестник „Работническо дело“. Секретар е на българската делегация по сключване на примирието в Москва. Ръководител на Културния отдел при ЦК на БКП (1944 – 1947), културен съветник при българското посолство в Прага (1947 – 1950). Извънреден професор и ректор на ВИИИ „Н. Павлович" (1950 – 1953).
Пише драми и комедии. Превежда от руски и украински език. Пише под псевдонимите: Апис, Бай Иван, Беден жител, Васка Циганьок, Рамен, Ралин, Дубинушка, Жупел, Звънар, Камен, Фърлен, Маларме, Стоичков и др. Като художник се изявява предимно със саркастични каритатури и по-малко с живопис.
Член на СБП. Носител на почетното звание „Заслужил деятел на културата“ (1953), на орден „НРБ“ I степен (1953) и Димитровска награда (1950).
Критик-публицист (сборник „Изкуство и политика“, 1947) и драматург – пиесата „Първия удар“ (1952) и други.

## Памет
Неговото име носят вечерна гимназия, улица и Драматичният театър в Кюстендил, както и улица в София (Карта).